# 草場滋
草場 滋（くさば しげる、1967年5月27日 - ）は、メディアプランナーおよび放送作家。福岡県出身。

## 略歴
福岡県立城南高等学校在学中の1983年、津田真一、小田朋隆らと、同校水泳部内に「第5の泳法」を開発するチームを結成し、草場は代表を務める。この草場・津田・小田から成るチームは「指南役」と名乗り、現在に至るまでエンタテインメント企画集団として活動している。草場個人のTwitterアカウント名も「指南役」である。高校時代の同級生に草野マサムネがいた。
1998年「フジテレビ・バラエティプランナー大賞」グランプリ獲得。以後、同局のバラエティ番組を中心に構成作家の活動を始める。
1999年、ホイチョイ・プロダクションズにブレーンとして正式参加。漫画『気まぐれコンセプト』の構成、映画『メッセンジャー』パンフレット企画構成、映画『バブルへGO!! タイムマシンはドラム式』原作協力・パンフレット企画構成など、ホイチョイ・プロダクションズの制作物に関わっている。

## 代表作

### テレビ番組
- 笑う犬の生活（フジテレビ、1999年）構成
- Run for money 逃走中 → クロノス（フジテレビ）
- シザーズリーグ（フジテレビ、1999年）構成
- 「マジ!?　フジ」キャンペーン（フジテレビ：ホイチョイ・プロダクションズと共同、1999年）企画
- 百年クイズ（東海テレビ、1999年）構成
- ガチャガチャポン!（フジテレビ）
- さぁ、日本を見よう!（BS日テレ、2006年）企画構成
- いまどこ!?（テレビ朝日、2001年）企画構成
- 2001円宇宙の旅（日本テレビ、2000年）脚本
- プレイヤーズ（日本テレビ、2000年）構成
- King of Quiz（BS日テレ：ホイチョイ・プロダクションズと共同、2000年）企画構成
- 東京007（フジテレビ：ホイチョイ・プロダクションズと共同、2001年）脚本
- メディア横断キャンペーン「黄色い箱の謎」（ホイチョイ・プロダクションズと共同、2004年）企画構成
- 逃走中（BSフジ、2004年）企画構成
- 石坂浩二のフランス西海岸の旅（フジテレビ、2006年）企画構成
- 21世紀の歴史（日本テレビ：ホイチョイ・プロダクションズと共同、2008年）脚本
- 潜水艦カッペリーニ号の冒険（2022年1月3日、フジテレビ）脚本協力

### 映画
- バブルへGO!! タイムマシンはドラム式（2007年）原作参加

### 雑誌・ニュースサイト連載
- 2019年のビッグマック（「TVステーション」誌の連載。著者は上に同じ）
- テレビ証券（日経エンタテインメント!連載）
- 指南役のＴＶコンシェルジュ
- タイムウォーカー（テレビ・ステーション誌）
- 確定未来（テレビ・ステーション誌）
- 2019年のビッグマック（テレビ・ステーション誌、2005年～2007年）
- プランナー市場（フロムＡ誌）
- 草場滋のあしたの普通（日経トップリーダー、2009年）
- 買う５秒前（販促会議、2009年）
- 勝手にプレゼンテーション（フロムＡ誌、2001年～2002年）
- 17年後（フロムＡ誌、2002年～2003年）

### 著書
- タイムウォーカー 〜時間旅行代理店〜（ダイヤモンド社、ISBN 447895058X）
「TVステーション」誌の連載をまとめたもの。
- キミがこの本を買ったワケ(扶桑社、2007年2月)
- 透明人間の買いもの(扶桑社、2007年11月)
- 2019年のビッグマック(ダイヤモンド社、2007年12月)
- 空気のトリセツ(ポプラ社、2008年7月)
- 『考え方』の考え方　すぐれた企画は30秒で伝わる(大和書房、2008年10月)
- 幻の1940年計画―太平洋戦争の前夜、“奇跡の都市”が誕生した(アスペクト、2009年3月)
- 『サービス』をサービス！(大和書房、2009年7月)
- 時間マニュアル（ＰＨＰ研究所、2010年1月）
- 情報は集めるな！（マガジンハウス、2010年3月）
- 一流の仕事人が大切にしている11のスタンダード（実務教育出版、2010年12月）
- テレビは余命７年(大和書房、2011年9月)
- 買う5秒前(宣伝会議、2015年2月)
- 絶滅企業に学べ! 今はなき人気企業に学ぶ10の「勝因」と「敗因」(大和書房、2015年3月)
- 「朝ドラ」一人勝ちの法則 （光文社、2017年9月）